# 노바 (정당)

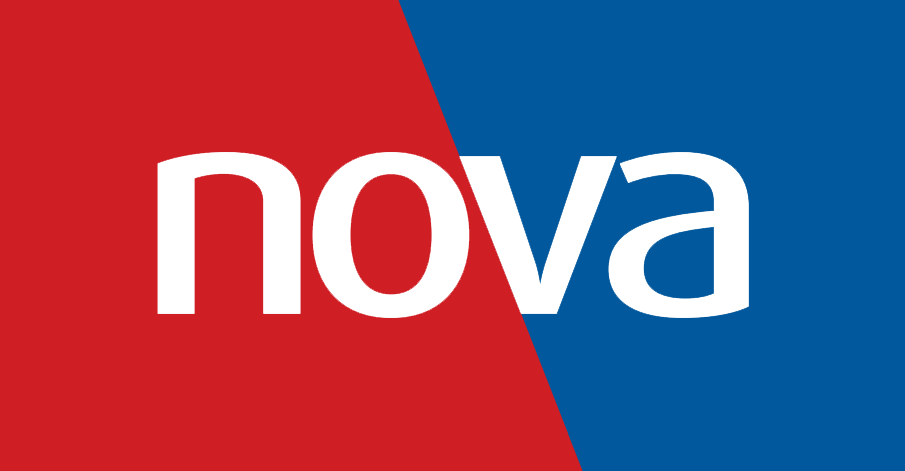

노바(슬로바키아어: NOVA)는 2012년 슬로바키아에서 만들어진 보수주의 정당이다. 현재 지도자는 다니엘 리프시츠이며, 2014년 유럽 의회 선거 결과, 슬로바키아 민주기독교연합-민주당, 기독교민주운동에 이어 제3당이다.